# Kupferzahl
Die Kupferzahl entspricht dem Gewicht an Kupfer einer Leitung (eines Kabels, eines Drahtes, einer Litze usw.) bezogen auf eine Längeneinheit. Meist wird sie in kg/m, kg/km oder einem Bruchteil bzw. Vielfachen davon angegeben.
Beispiel:
- Eine Leitung (NYM-J 5x16) wird mit der Kupferzahl 768 kg/km angegeben. Somit werden 768 Gramm Kupfer in einem Meter Leitung berechnet.

Normalerweise werden beim Kauf von Leitungen zwischen Unternehmen ein Preis pro Meter, der die Herstellkosten deckt, und ein Preis abhängig von Kupferzahl und Kupferpreis vereinbart. 
Die vom Verkäufer für eine Leitung angegebene Kupferzahl entspricht nicht immer dem tatsächlichen Metallgehalt der Leitung. Einige Unternehmen betrachten die Kupferzahl als rein kalkulatorische Größe, unabhängig von der verwendeten physikalischen Einheit.
Für Leitungen aus anderen Metallen sind entsprechende Zahlen üblich, so wird für Aluminiumleitungen eine Aluminiumzahl verwendet.